# Шипиловская плотина

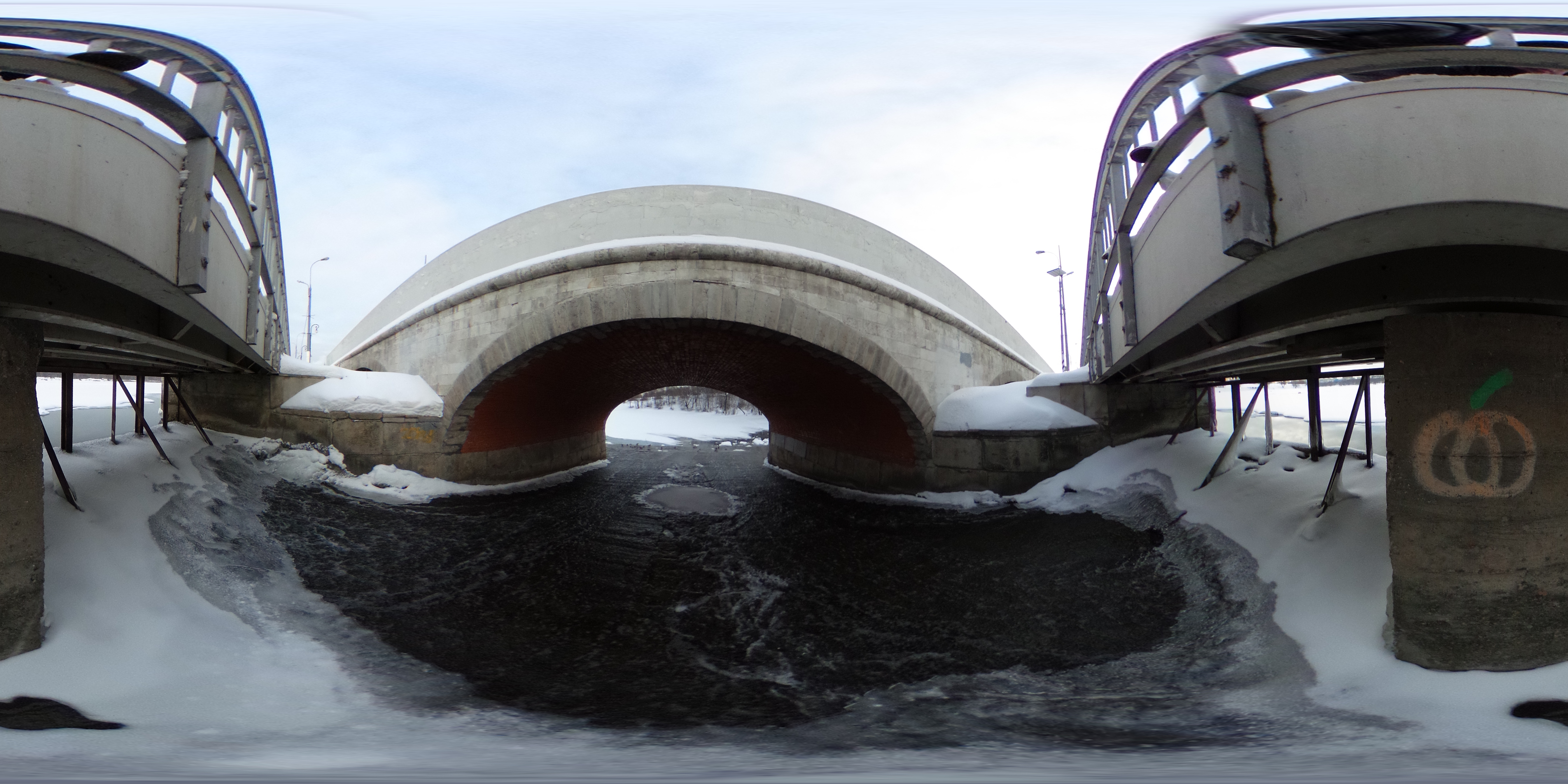
Вид снизу

Шипи́ловская плоти́на — плотина Нижнего Царицынского (Шипиловского) пруда в Москве на границе районов «Москворечье-Сабурово» и «Орехово-Борисово Северное» ЮАО. Была включена в список объектов города Москвы, обладающих признаками объекта культурного наследия, однако приказом № 453 от 30.05.2019 г. Департамента культурного наследия города Москвы была исключена из этого списка. По мосту над плотиной проходит Шипиловский проезд. В 2007 году была проведена реконструкция плотины и моста.
К северу от плотины ранее существовала деревня Шипиловская Плотина.

## История
Впервые без названия плотина упоминается в писцовых книгах 1675 года. Примерно тогда около слияния рек Городенки и Беляевки (Чертановки) был создан пруд, называвшийся Развиловатым (Розвиловатым) из-за своей формы или Шипиловским.
По плотине проходил участок Каширского шоссе, сооружённый взамен старого, проходившего напрямую через деревни Беляево Ближнее, Шадрова, Хохловка и Царицыно и предположительно затопленного при расширении пруда.
На плотине стояла мельница, которая сдавалась в аренду. В последней четверти XIX века её арендовал Я. В. Гамсон. Крестьянам этот арендатор был памятен тем, что для работы своих двух предприятий поднимал уровень воды в Шипиловском и Цареборисовском прудах, частично затопляя земли крестьян села Борисова и деревень Шипилово и Шайдрово, что приводило к судебным разбирательствам.
В 1885 году Н. Л. Эллерт написал картину «Шипиловская плотина».